# Lyndon Sands
Lyndon Sands, född 6 februari 1964, är en friidrottare från Bahamas. Han deltog vid olympiska sommarspelen 1984.